# Chocky
Chocky es una novela perteneciente al género de Ciencia Ficción de John Wyndham, publicada por primera vez como una novela corta en la edición de marzo de 1963 de Amazing Stories y más tarde sí se convirtió en una novela en 1968, publicada por Michael Joseph.
En 1967 la BBC produjo una adaptación en radio mediante John Tydeman, y otra producida por David Johnson en 1975. En 1984, se publicó una serie de televisión basada en la novela transmitida por ITV en Reino Unido

## Argumento
Muchos niños tienen amigos imaginarios, pero el padre del protagonista de la novela llega a estar bastante preocupado porque su hijo, Matthew, es un poco mayor para tener uno. Sus preocupaciones profundizan al ver como su hijo está cada vez más angustiado, y culpa a las discusiones con este compañero invisible.
A medida que la historia se desarrolla, se hace evidente que el amigo está lejos de ser imaginario, es una conciencia alienígena que se comunica con su mente, un hecho que es de gran interés para las fuerzas oscuras de gobierno. Chocky revela que es un explorador enviado desde su planeta natal (donde sólo hay un sexo) en busca de nuevos planetas para colonizar. Chocky habla "a través de" Matthew, a su padre, David Gore, y explica que al salvar a Matthew de un accidente reciente ha violado las reglas de su misión de exploración al interferir en eventos en la Tierra, y debe poner fin a su vínculo con él totalmente. Su trabajo posterior en la tierra se realizará de manera mucho más encubierta.

## Adaptaciones

### Radio
La novela fue adaptada y producida por John Tydeman como un único drama de 60 minutos para la BBC Radio 2, y transmitido por primera vez el 27 de noviembre de 1968, el reparto incluye a:
- Eric Thompson - David Gore
- Sheila Grant - Mary Gore
- Judy Bennett - Mateo Gore
- Peter Baldwin - Alan Froome
- Michael Spice - Sir William Thorpe

La emisión de BBC Radio 4 presenta una lectura de Andrew Burt de la novela en siete episodios de 15 minutos, abreviada por Neville Teller, producida por David Johnson y transmitida diariamente entre 19 y 27 de mayo de 1975.
La adaptación de John Constable de un solo drama de 90 minutos por BBC Radio 4, dirigida por Melanie Harris, emitido el 18 de marzo de 1998. La música era de Paul Gargill, y el elenco era:
- Owen Teale - David Gore
- Cathy Tyson - Mary Gore
- Sacha Dhawan - Mateo Gore
- Acebo Grainger - Polly Gore
- Kathryn Caza - Chocky
- John Lloyd Fillingham - Alan
- John Barnwell - Sir William Thorpe

Esta versión fue lanzada en CD por la BBC Audiobooks en 2008 y se ha repetido en la BBC Radio 7 y BBC Radio 4 Extra varias veces desde noviembre de 2007.

### Serie de Televisión
Se hizo una serie de televisión para el público juvenil basada en la novela, dividida en tres temporadas (o tres series de una temporada cada una): Chocky, Chocky's Children y Chocky's Challenge. Ellos fueron escritos por Anthony Read y producidas por Thames Television. El personaje principal Matthew fue interpretado por Andrew Ellams y Glynis Brooks jugó la voz inolvidable de Chocky.
Revelation Films había publicado la primera serie de Chocky en DVD el 22 de marzo de 2010. La segunda el 21 de junio de 2010 y la tercera serie, fue lanzada el 23 de agosto de 2010.
- Chocky (1984), serie dirigida por Vic Hughes y Christopher Hodson
- Chocky's Children (1985), serie dirigida por Vic Hughes y Peter Duguid, basada en los personajes
- Chocky's Challenge (1963), serie dirigida por Bob Blagden, basada en los personajes

### Película revelación
Steven Spielberg adquirió los Derechos Cinematográficos en septiembre de 2008, y está interesado en dirigir.